# فریدریش ادوارد بنکه
فردریش ادوارد بنکه (آلمانی: [ˈbe:nəkə]؛ ۱۷ فوریه ۱۷۹۸- مارس ۱۸۵۴) یک روان‌شناس آلمانی و فیلسوف پسا کانتی بود.

## زندگی‌نامه
بنکه در برلین متولد شد. او در دانشگاه‌های هاله و برلین تحصیل کرد و به عنوان داوطلب در جنگ ۱۸۱۵ شرکت کرد. او پس از تحصیل الهیات زیر نظر شلایرماخر و دو وته، به فلسفه محض روی آورد و با مطالعه نویسندگان انگلیسی و اصلاح‌کنندگان آلمانی کانتییسم، مانند ژاکوبی، فرایز و شوپنهاور، به فلسفه محض روی آورد. در سال ۱۸۲۰، او "نظریه دانش، نظریه روح تجربه به عنوان اساس همه دانش ها" و پایان‌نامه ابتدایی خود یعنی "در آغاز فلسفه واقعی" را منتشر کرد. مخالفت آشکار او با فلسفه هگل، که در آن زمان در برلین مسلط بود، در رساله کوتاه مبانی جدید برای متاقیزیک(۱۸۲۲) که قرار بود برنامه سخنرانی‌های او به عنوان دانشیار باشد، و در رساله توانا، مبانی فیزیک اخلاق (۱۸۲۲) در تضاد مستقیم با متافیزیک اخلاق کانت، برای استنتاج اصول اخلاقی از اساس احساس تجربی نوشته شده‌است. در سال ۱۸۲۲ سخنرانی‌های او در برلین ممنوع شد، به دلیل نفوذ هگل بر مقامات پروس، که همچنین مانع از دریافت کرسی از دولت ساکسون شد. او در گوتینگن بازنشسته شد، چندین سال در آنجا سخنرانی کرد، و سپس اجازه یافت به برلین بازگردد. در سال ۱۸۳۲ به عنوان سمت استاد فوق‌العاده در دانشگاه را دریافت کرد که تا زمان مرگش ادامه داشت. در ۱ مارس ۱۸۵۴ او ناپدید شد و بیش از دو سال بعد جسد او در کانال نزدیک شارلوتنبورگ پیدا شد. این ظن وجود داشت که او به دلیل افسردگی روانی خودکشی کرده‌است.

## کارهای مربوط به روان‌شناسی
ویژگی‌های متمایز سیستم بنکه عبارت است از اعتقاد راسخ او که روان‌شناسی تجربی باید اساس فلسفه باشد و برخورد سخت او با پدیده‌های ذهنی از روش ژنتیکی. به عقیده بنکه، ذهن از عناصر ساده، تکامل یافته‌است و اولین مشکل فلسفه، تعیین این عناصر و فرآیندهایی است که به وسیله آنها رشد صورت می‌گیرد. او در کتاب "روانشناسی جدید" موقعیت خود را با توجه به پیشینیان و معاصران خود تعریف کرد.
این و معرفی لهربوخ او دو مرحله بزرگ در پیشرفت روان‌شناسی را نشان می‌دهد: نفی ایده‌های ذاتی توسط جان لاک و نفی توانایی‌ها، با پذیرش معمولی این اصطلاح، توسط هربارت. قدم بعدی خودش بود. او اصرار داشت که روان‌شناسی باید به عنوان یکی از علوم طبیعی تلقی شود. درست مثل آنها، محتوای روان‌شناسی تنها با تجربه ارائه می‌شود، و تنها در این که موضوع درونی است در مقابل حس بیرونی با محتوای آنها متفاوت است.
اما با این وجود روان‌شناسی بنکه به هیچ وجه مبتنی بر فیزیولوژی نبود. این دو علم به نظر او دارای حوزه‌های کاملاً متمایز بودند و هیچ کمکی به یکدیگر نمی‌کردند. از علم بدن به همان اندازه که از ریاضیات و متافیزیک که هردوی آنها توسط هربارت در خدمت روان‌شناسی قرار گرفته بودند، انتظار کمی داشت. روش مطالعه واقعی این است که با موفقیت بسیار در علوم فیزیکی به کار می‌رود: بررسی انتقادی تجربه، و ارجاع آن به علل غایی، که ممکن است درک نشوند، اما با این حال فرضیه‌هایی هستند که برای توضیح واقعیات ضروری هستند.
همه پدیده‌های روانی با رابطه تأثیر و قدرت و جریان عناصر متحرک قابل توضیح هستند. کل فرایند رشد ذهنی چیزی جز نتیجه عمل و تعامل قوانین ساده فوق نیست. به‌طور کلی می‌توان گفت که این رشد به‌واسطه تکرار و جذب علاقه‌مندان به فعالیت‌های نامعین اولیه قوه‌های ابتدایی، به سمتی می‌رود که بیشتر و بیشتر مشخص می‌شود؛ بنابراین، احساسات حواس خاص به تدریج از احساسات حسی اولیه شکل می‌گیرند (sensliche Empfindungen). مفاهیم از شهود افراد با جذب عناصر مشترک و در نتیجه جاری شدن اشکال متحرک به سمت آنها شکل می‌گیرد. قضاوت عبارت است از ظهور یک مفهوم در کنار یک شهود یا یک مفهوم برتر در کنار یک مفهوم پایین‌تر. استدلال صرفاً یک قضاوت پیچیده‌تر است. همچنین قوای خاصی برای قضاوت یا استدلال وجود ندارد. درک صرفاً انبوهی از مفاهیم است که در پس زمینه ناخودآگاه نهفته‌است و آماده است تا فراخوانده شود و با قدرت به سوی هر چیزی که نزدیک به آنها باشد جریان یابد. حتی حافظه نیز توانایی خاصی نیست. این صرفاً خاصیت بنیادی سرسختی است که در اختیار قوای اصلی است. تمایز بین سه طبقه بزرگ، دانش، احساس و اراده، ممکن است به تفاوت‌های ابتدایی در روابط اصلی قوه و تصور اشاره شود.
این زیربنای فلسفه بنکه است. باید آن را با روان‌شناسی انجمن متفکران مدرن بریتانیایی مقایسه کرد، که بیشتر نتایج و فرآیندهای آن در یک سیستم جامع در آثار بنکه کار شده‌است. در منطق، متافیزیک و اخلاق، گمانه زنی‌های بنکه به‌طور طبیعی به روان‌شناسی او وابسته است.
ارزش ویژه آثار بنکه در بسیاری از نمونه‌های تحلیل روانشناختی حاد پراکنده در سراسر آنها یافت می‌شود. به عنوان یک توضیح کامل از حقایق روانی، این نظریه ناقص به نظر می‌رسد. فرضیه‌های اصلی، خاص بنکه، که کل به آن وابسته است، شتابزده فرض شده و بر یک استعاره مکانیکی ناشیانه استوار است. همان‌طور که در مورد تمام نظریه‌های تجربی رشد ذهنی وجود دارد، مقوله‌ها یا مفاهیم بالاتر، که ظاهراً از عناصر ساده ناشی می‌شوند، واقعاً در هر مرحله فرض می‌شوند. گزارش آگاهی که گفته می‌شود از اتحاد بینش و قوه ناشی می‌شود، به‌ویژه رضایت‌بخش نیست. ضرورت آگاهی برای هر عمل ذهنی ظاهراً اعطا می‌شود، اما شرایط مربوط به آن هرگز مورد بحث و ذکر قرار نمی‌گیرد. در شرح قضاوت اخلاقی نیز همین نقص ظاهر می‌شود؛ هیچ مقدار از واقعیت تجربی هرگز نمی‌تواند مفهوم وظیفه مطلق را ارائه دهد. نتایج او عمدتاً با معلمان عملی پذیرفته شده‌است. بدون شک تحلیل دقیق او از خلق و خو و بیان دقیق ابزارهایی که می‌توان به وسیله آنها ذهن جوان و شکل نیافته را تربیت کرد، ارزش بی‌نهایتی دارد. اما حقیقت بسیاری از آموزه‌های او در این زمینه‌ها هیچ حمایتی از فرضیه‌های اساسی نمی‌کند، که در واقع، ممکن است تقریباً به‌طور کامل از آنها جدا شوند.

## اثرگذاری و مکتب
از نویسندگان آلمانی که اگرچه خود پیرو بنکه نبودند، اما تحت تأثیر او قرار گرفتند، می‌توان به فردریش اوبرویگ و کارل فورتلیج اشاره کرد. در بریتانیا، تنها نویسنده ای که با آثار او آشنایی داشت، جی دی مورل (مقدمه ای بر فلسفه ذهنی) است.
برجسته‌ترین اعضای این مکتب یوهان گوتلیب درسلر، فردریش دیتس، و چارلز گوتلیب رائو هستند.

## کتابشناسی - فهرست کتب
بنکه نویسنده‌ای پرکار بود و علاوه بر آثاری که در بالا ذکر شد، رساله‌های بزرگی را در چندین حوزهٔ فلسفه منتشر کرد، هم فلسفه محض و هم در مورد آموزش و پرورش و زندگی عادی. فهرست کاملی از نوشته‌های او در ضمیمهٔ نسخهٔ Lehrbuch der Psychologie als Naturwissenschaft (1861) توسط Dressier یافت می‌شود. مهم‌ترین آنها عبارتند از:
- طرح‌های روان‌شناختی (۱۸۲۵، ۱۸۲۷)
- کتاب درسی روان‌شناسی (۱۸۳۲)
- متافیزیک و فلسفه دین (۱۸۴۰)
- روان‌شناسی جدید (۱۸۴۵)
- روان‌شناسی عملی یا روان‌شناسی کاربردی در زندگی (۱۸۳۲).

1. ↑  Peter Sperber, "Empiricism and Rationalism: The Failure of Kant’s Synthesis and its Consequences for German philosophy around 1800", Kant Yearbook, 7(1), 2015.
2. 1 2 3 4   One or more of the preceding sentences incorporates text from a publication now in the public domain: Chisholm, Hugh, ed. (1911). "Beneke, Friedrich Eduard". Encyclopædia Britannica (به انگلیسی) (11th ed.). Cambridge University Press.